# Hành tinh heli

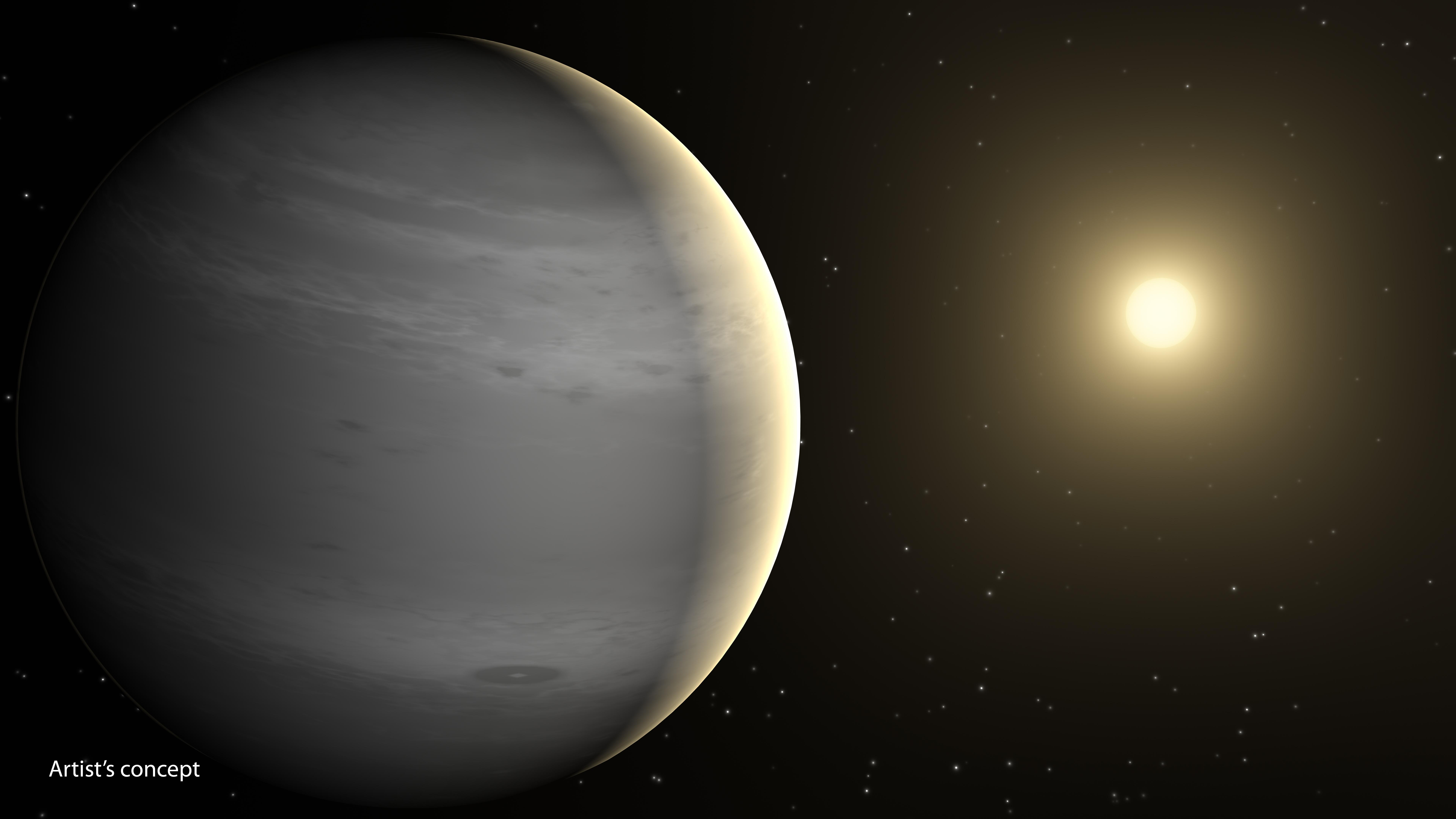
Các hành tinh heli sẽ có màu trắng hoặc xám

Một hành tinh heli là một hành tinh với bầu khí quyển chiếm phần lớn là khí heli. Điều này trái ngược với các hành tinh khí khổng lồ thông thường ví dụ như Sao Mộc và Sao Thổ, những hành tinh này có bầu khí quyển chứa chủ yếu là khí hydro, còn khí heli chỉ là thành tố đứng thứ hai. Các hành tinh heli có thể hình thành bằng nhiều cách khác nhau. Gliese 436 b là một ứng cử viên hành tinh heli.

## Hình thành
Có một số giả thuyết khác nhau về cách mà một hành tinh heli có thể hình thành.

### Bốc hơi khí hydro từ các hành tinh khổng lồ

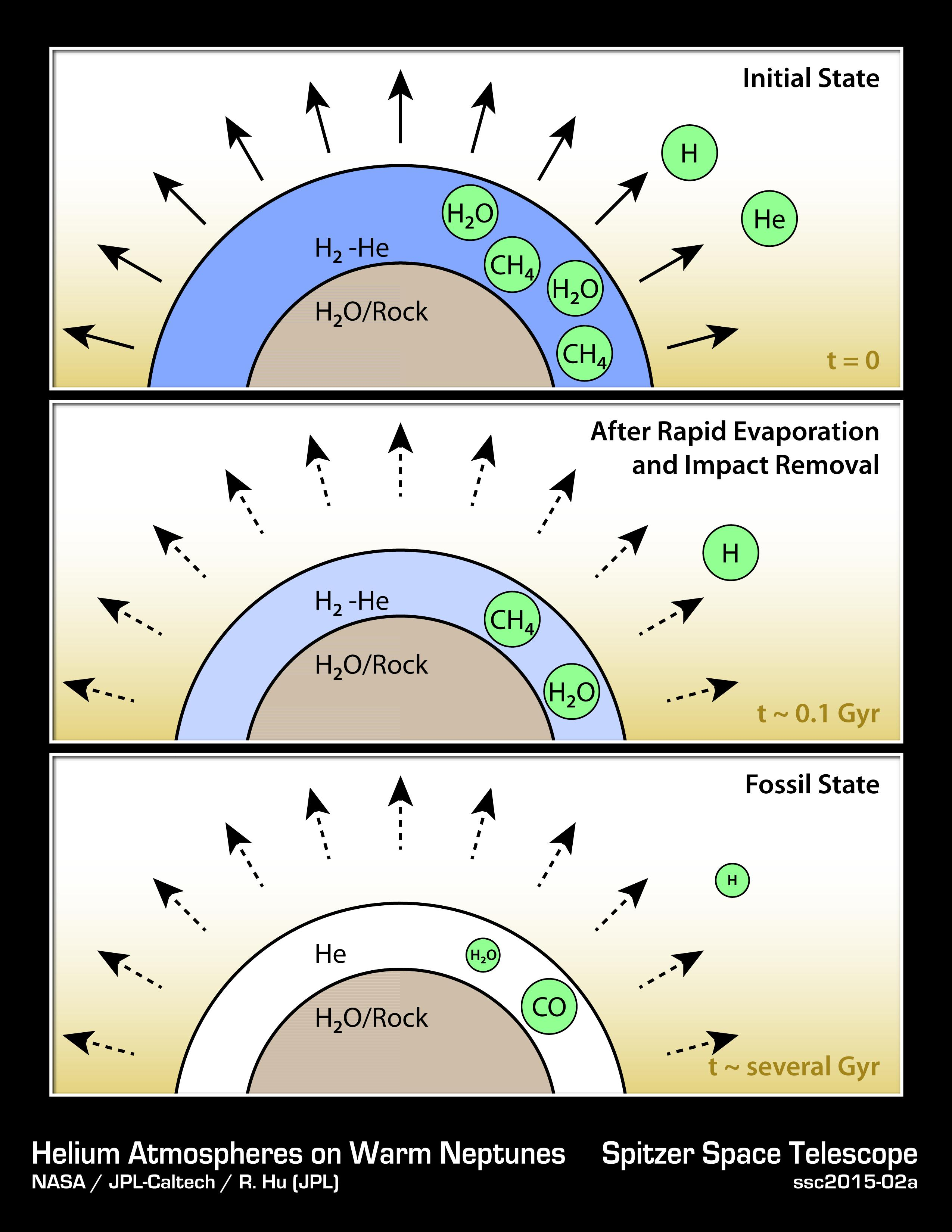
Sự hình thành của một hành tinh heli từ một hành tinh khổng lồ nóng, có khả năng như Gliese 436 b.

Một hành tinh heli hình thành thông qua quá trình bốc hơi từ một hành tinh khí có quỹ đạo xung quanh một ngôi sao. Ngôi sao sẽ làm bốc hơi các khí nhẹ hơn nhanh hơn so với các khí nặng hơn, và theo thời gian sẽ làm cạn kiệt khí hydro, để lại một lượng lớn heli ở sau.

## Đặc điểm
Hành tinh heli được cho là có thể phân biệt được với các hành tinh với khí hydro chiếm chủ yếu thông thường bằng những bằng chứng rõ ràng của carbon monoxide và carbon dioxide trong bầu khí quyển. Do thiếu hydro nên methan mà đáng lẽ ra phải tồn tại trong bầu khí quyển thì lại không thể hình thành được bởi vì không có hydro để liên kết với cacbon, và do đó thay vào đấy cacbon liên kết với oxy, tạo thành CO và CO2. Do các thành phần của khí quyển, các hành tinh khí heli thì có vẻ ngoài màu trắng hoặc xám. Đặc trưng đó có thể tìm thấy ở Gliese 436 b, hành tinh mà cacbon monoxit có số lượng vượt trội.